# Joseph Lane
Pour les articles homonymes, voir Lane.
Joseph Lane (14 décembre 1801 - 19 avril 1881) était un général américain pendant la guerre américano-mexicaine et un sénateur américain de l'Oregon.

## Biographie

### Jeunesse
Lane est né dans le comté de Buncombe, en Caroline du Nord le 14 décembre 1801. Il a déménagé au Kentucky dès son plus jeune âge, puis dans l'Indiana, où il a travaillé dans l'agriculture pendant un certain temps. Lane et son épouse, Polly Hart Lane, ont eu dix enfants. Lorsqu'il habitait dans l'Indiana, il fut élu à la Chambre des Représentants de l'État puis au Sénat de l'Indiana de 1822 à 1846.

### Militaire de carrière
Dès le début des hostilités avec le Mexique, Lane a été nommé colonel du 2e Régiment des Volontaires de l'Indiana et a servi le long de la frontière. La même année, il a été nommé général de brigade et a commandé la brigade de l'Indiana à la bataille de Buena Vista. Après la bataille, il fut nommé général de division et a dirigé les forces de secours qui ont levé le siège de Puebla en battant Antonio López de Santa Anna lors de la bataille de Huamantla.

### Territoire puis État de l'Oregon
Il a été nommé gouverneur de l'Oregon par le président James K. Polk en 1848. Lane est arrivé en Oregon en mars 1849, après un long et dangereux voyage en plein hiver. Une de ses premières tâches fut d'obtenir la cession de cinq indiens Cayuses accusés du massacre de Whitman. Les accusés furent ramenés à Oregon City pour le procès, jugés, condamnés et pendus.
En 1851, Lane est devenu délégué du territoire de l'Oregon au Congrès américain, et a par la suite été élu comme l'un des deux premiers sénateurs des États-Unis de l'Oregon lorsque celui-ci est devenu un État en 1859. En 1853, Lane a accepté de devenir gouverneur territorial pendant trois jours (du 16 au 19 mai) pour aider à éliminer l'impopulaire John P. Gaines (en) de ses fonctions. Lane est ensuite retourné à son poste de délégué au Congrès.

### Candidat Vice-Président
Lane fut désigné comme candidat à la vice-présidence par la tendance pro-esclavagiste du Parti démocrate en 1860 avec comme candidat à la présidence John C. Breckinridge. Lorsque la guerre civile commença, les sympathies pro-esclavagistes de Lane mirent fin à sa carrière politique.

### Retraite
Lane a pris sa retraite à Roseburg, en Oregon, où il mourut en 1881. Il s'était converti au catholicisme en 1867. Sa maison est maintenant un musée pris en charge par le Douglas County Historical Society. Connue sous le nom de Credo Floed House, la Floed-Lane House ou tout simplement la Maison Joseph Lane, elle figure au Registre national des lieux historiques.

## Histoire
Le comté de Lane, dans l'Oregon lui doit son nom, tout comme le Fort Lane (Oregon). Un de ses fils, Lafayette Lane (en), a servi au Congrès de 1875 à 1877, et un autre de ses fils, John a combattu dans la guerre civile de la Confédération. Un de ses petits-fils, Harry Lane (en), a été maire de Portland puis sénateur des États-Unis de 1913 jusqu'à sa mort en 1917.